# Комп, Арно де
Арно де Комп (фр. Arnaud de Comps; ? — не позднее января 1163) — 4-й магистр Мальтийского ордена (1162—1163).
Из дворян Ком-сюр-Артюби, имевших влияние в Дофине и Провансе.
После смерти в преклонном возрасте магистра Оже де Бальбена, в 1162 году Арно, который был не моложе своего предшественника, был избран его преемником на посту Великого Магистра.
Возглавлял госпитальеров в их противодействии новым набегам сарацинов.
Умер вскоре после вступления в должность не позднее января 1163 года.